# Speak, Moment
Speak, Moment ist ein Musikalbum von Dave Harrington, Max Jaffe und Patrick Shiroishi. Die am 25. Oktober 2021 im Golden Beat Studio in Los Angeles entstandenen Aufnahmen erschienen am 8. März 2024 auf AKP Recordings.

## Hintergrund
Das Album Speak, Moment ging aus einer spontanen Jamsession hervor, die Dave Harrington (Gitarre), Max Jaffe (Schlagzeug, Perkussion) und Patrick Shiroishi (Saxophone, Perkussion) abhielten, als sich die drei Musiker zum ersten Mal trafen.
Das Trio war auf Patchwork-Art miteinander zusammengekommen. Die Wurzeln der Kooperation  von Dave Harrington und Max Jaffe reichen bis in ihre gemeinsame Zeit in der New Yorker Undergroundszene zurück. Nachdem beide Künstler ihren festen Wohnsitz nach Los Angeles verlegt hatten, brachte ein Freund Harrington mit einem weiteren Freund von ihm, Shiroishi, zusammen.

## Titelliste
- Dave Harrington, Max Jaffe, Patrick Shiroishi: Speak, Moment (AKP Recordings AKP026)[2]

1. Staring into the Imagination (Of Your Face) 08:53
2. How to Draw Buildings 11:50
3. Dance of the White Shadow and Golden Kite 07:14
4. Ship Rock 03:51
5. Return in 100 Years, the Colors Will Be at Their Peak 11:03

Die Kompositionen stammen von Dave Harrington, Max Jaffe und Patrick Shiroishi.

## Rezeption
Die Idee, dass Gitarre, Saxophon, Schlagzeug und Effekte zusammenkommen, um Musik aus dem Nichts zu zaubern, sei vielleicht nicht das neueste Konzept für experimentelle, improvisierte Musik. Sun of Goldfinger (David Torn, Tim Berne, Ches Smith) hätten diese Kunstform vielleicht schon erfunden, schrieb S. Victor Aaron (Something Else). Aber Dave Harrington, Max Jaffe und Patrick Shiroishi könnten vielleicht die ersten gewesen sein, die auf diese Weise Musik gemacht haben, als sich die drei zum ersten Mal trafen. Diese fünf Jamsessions auf Speak, Moment würden von hypnotisch bis hyperlaut reichen, vereint durch ein gemeinsames spirituelles Ziel und ausgeführt mit der Intuition von Leuten, die seit Jahren zusammenspielen. Da man im Vorfeld nicht wusste, was einen erwartete, seien die Klänge von Dave Harrington, Max Jaffe und Patrick Shiroishi Klänge der Entdeckung, Überraschung und ungewöhnlichen Vereinigung. Es erfordere durchaus Können, um das zu schaffen, aber auch viel Aufgeschlossenheit. Ihre Gedanken seien dabei weit offen gewesen, wie die Musik, die daraus entstand.
An einem einzigen Nachmittag und bei einem erstmaligen Treffen dieser Art eine improvisierte Musiksession zu machen und sie dann als Album zu veröffentlichen, könne nur auf zwei Arten funktionieren: Es könnte durch und durch faszinierend und aufregend sein, oder ein völlig chaotisches, unhörbares Durcheinander werden, schrieb Ljubinko Zivkovic (Echoes and Dust). Zum Glück für Dave Harrington, Max Jaffe und Patrick Shiroishi  sei dieses Ergebnis bereits auf ihrer ersten gemeinsamen Veröffentlichung möglich.
Wenn man sich jedoch anschaut, was die drei beteiligten Künstler zuvor gemacht haben und welche Qualität die Musik habe, die sie geschaffen haben, dürfte das keine große Überraschung sein. Genremäßig würde es sich praktisch überallhin bewegen, von Anklängen an Spiritual Jazz bis hin zu Ambient Country und anderswo, überall dort, wo das Trio „in die Fantasie gestarrt“ habe. Selbst für so gefeierte und erfahrene Künstler sei es eine Leistung, all das in einer einzigen improvisierten Session an einem Nachmittag zu schaffen, die ein so breites musikalisches Feld abdeckt.
Berauschender, schreiender, wilder Free Jazz wirkt zunächst wie eine Fremdsprache, deren Code man erst knackt, wenn man ihn endlich versteht, meint Will Schube (Passion Weiss). Und „Speak, Moment“ wirke auf den ersten Blick vielleicht unnahbar, aber hinter der improvisatorischen Struktur würde sich ein mächtiger, ansteckender und einladender Herzschlag verbergen. Shiroishi sagte dem Autor: „Ich möchte einfach, dass die Leute, die unsere Musik hören, etwas fühlen.“